# 티투스
티투스 (39년 12월 30일 - 81년 9월 13일), 로마 제국의 열 번째 황제이며 아버지는 로마 제국의 황제인 베스파시아누스이다.

## 경력

### 어린 시절부터 청년 시절까지
기원후 39년에 로마에서 태어났다. 티투스는 황궁에서 제국의 후계자들과 함께 학문을 배웠다고 전해지고 있는데, 제위 계승자 중 하나인 브리타니쿠스와 사이가 좋아 브리타니쿠스가 독살되었을 때, 티투스는 바로 옆에서 그를 죽인 독을 시험하느라 오랫동안 마루에 엎드려 있었다고 한다. 이 일을 티투스는 평생 잊지 않고, 후에 황제가 되었을 때, 젊은 나이에 죽은 옛 친구의 상을 건립했다고 전해지고 있다.
기원후 61년부터 기원후 63년에 걸쳐 트리브누스·미리튬으로 취임해, 아버지 베스파시아누스와 함께 브리타니아·게르마니아 등지에서 복무했다. 기원후 64년에 로마로 돌아와 아레키나·테르트라와 결혼했으나 곧 사별하고, 이듬해에 마르키아·프루니라와 재혼했다. 아내의 생가는 제위 후계자로 훗날 로마 황제가 되는 네로의 대항 세력에 속했지만, 결혼한 해인 기원후 65년에 원로원 의원 피소에 의한 네로의 암살 의혹 사건(Pisonian conspiracy)으로 아내와 이혼해야 했으며, 그 뒤 그는 결혼하지 않았다.

### 유대항쟁 진압
67년에 아버지 베스파시아누스와 유대인항쟁진압을 위해 팔레스타인으로 향했고, 아버지 밑에서 보병 레기온(Legion)을 지휘했다. 쿠에스톨(재무관)이있던 티투스는 동지로 군의 지휘관으로서 근무했다. 그러나 로마에서 68년에 네로가 자살로 내몰리고 갈바가 스스로 황제로 취임한다. 이 때 티투스는 아버지 베스파시아누스의 명령으로 갈바가 황제로 취임한 것을 축하하기 위해 로마로 가던 도중 갈바가 살해당하고 그 뒤를 이어 즉위했던 오토가 자살했으며 비텔리우스가 황제로 즉위하면서 서방의 정세가 혼란에 빠진 것을 알고, 스스로의 판단으로 다시 동방으로 돌아와 유대항쟁 진압에 전념했다. 이같이 1년에 황제가 네 명이나 교체되는 불안정한 '4황제의 해'에, 티투스는 시리아 총독 무키아누스와 함께 아버지 베스파시아누스를 지지했다.
기원후 69년에야 무키아누스가 비텔리우스에 대한 선봉으로, 이듬해에는 아버지 베스파시아누스가 황제 선언을 위해 차례로 로마로 향한 뒤, 예루살렘 공략의 사령관이 되어 기원후 70년에는 예루살렘을 2년동안의 전쟁 끝에 점령, 기원후 73년까지 혁명당원 들이 저항을 계속한 마사다 요새를 제외한 대부분의 유대인의 반란을 평정했다. 지금도 로마 광장 입구에 서 있는 티투스 개선문은 그의 승리를 기념하기 위해 기원후 81년에 세운 것이다. 이 때에 유대왕가의 일족인 베레니케와 사랑에 빠졌다. 기원후 71년 개선하여 로마로 돌아온 티투스는 베스파시아누스 황제의 개인 군대인 황실 근위대의 지휘를 맡았다. 이 개선식의 모습은 포룸·로마눔의 동쪽에 있는 티투스 개선문의 릴리프에 남아 있다. 그 뒤 아버지 베스파시아누스와 공동 통치하며 호민관 권한을 부여받은 그는 73년 아버지와 함께 감찰관을 지냈고 몇 차례 공동 집정관이 되기도 했다.

### 황제로서의 치세
집정관이 된지 7년 째 되는 기원후 79년에, 티투스는 제위 계승과 관련된 것으로 보이는 역모를 진압하기도 했으며 그 해에 아버지가 죽자 아무 소란 없이 즉각 제위에 올랐다. 티투스가 황제가 되었을 때 로마 사람들은 그가 다시 네로와 같이 되는 것은 아닐까 걱정했다, 라고 훗날 역사가 수에토니우스는 쓰고 있다. 이유는 애인인 베레니케로, 로마 시민에게 있어서 그녀는 클레오파트라의 재래로 여겨졌고, 시민들의 두려움을 깨달은 티투스는 베레니케를 아내로 하는 것을 단념했으며 이를 계기로 시민의 동정과 지지를 얻게 되었다. 또한 검투사 시합을 빈번히 개최하거나 선제 베스파시아누스를 야유하는 희극이 상연되어도 어떤 심한 책망을 하지 않았기에, 로마 시민들 사이에서도 인기가 높았다. 원로원과의 관계도 양호하고, 어떤 죄를 묻더라도 '반역죄'로서는 처리하지 않는다고 선언했다. 티투스는 자신이 아무것도 좋은 것을 하지 못한 경우에는 '하루를 잃어 버렸다'고 한탄했다고 한다.
티투스가 즉위한 해 8월에 그 유명한 베수비오 화산의 폭발로 나폴리 근교의 폼페이·헤르쿨라네움·스타비아이 등의 도시가 멸망했는데 이때 그는 캄파니아에 지원을 보내기도 했다. 이 외에도 기원후 80년로마에 사흘 동안에 걸친 대화재가 발생하기도 했는데, 이때 로마를 재건하는 데도 힘썼다. 또한 아버지 베스파시아누스 황제가 시작한, 콜로세움으로 더 잘 알려진 플라비우스 원형경기장 건설 사업을 마무리지었고 준공 기념으로 100일이 넘도록 축하행사를 벌였다. 열성적으로 재해지 구호에 힘쓰던 와중인 기원후 81년 9월 13일, 티투스는 치세 불과 2년 만에 열병으로 죽었다.(수에토니우스는 그의 사인을 말라리아, 또는 남동생 도미티아누스에 의한 독살 가능성이 있다고도 기록하였다.)
그가 죽자, 동생인 도미티아누스가 그의 뒤를 이어 제위에 올랐다.

## 평가
- 2년이라는 짧았던 통치기간 동안 일어난 여러 자연 재해들에 대한 대책 마련으로 정신없이 바빴으며, 그렇게 정무를 수행하는 동안 자신의 온 몸을 바친 '좋은 황제'라는 평판을 동시대인들에게 받았다. 훗날 '포악한 황제'로 여겨졌던 남동생 도미티아누스와는 대조되는 '선량한 황제'로 평가되어 후세에는 오현제에 의해 가장 이상적인 황제상(像)으로 여겨졌다. 다만 로마 황제 가운데 폭군으로 여겨지는 인물들 중에도 그 치세 초기만큼은 선정을 실시하고 있었기 때문에 티투스도 조금만 더 오래 통치했으면 똑같은 전철을 밟았을 지도 모른다며, "시기만 짧으면 누구든 좋은 황제가 될 수 있다"고 비아냥거린 사람도 있었다.
- 아버지인 베스파시아누스 황제를 대신해 유대항쟁을 진압하고 예루살렘을 파괴한 장본인으로 비판받기도 하지만[3], 그 외에 유대인을 싫어했던 흔적은 없다. 그는 신약성서 사도행전에도 나오는 유대 왕 아그리파 2세의 누이동생 베레니카를 사랑하였으나 과거 안토니우스와 클레오파트라의 일을 기억하고 있던 로마 시민들의 정서상 그것은 이루어지지 않았으며, 안티오키아에서 그리스계 주민들이 도시의 야외극장을 방문한 티투스에게 유대계 주민들을 안티오키아에서 추방해줄 것을 진정했지만 티투스는 허락하지 않았고, 로마에서 유대계 주민들의 권리를 새겨놓은 청동판을 철거해달라는 요청도 티투스는 끝내 거절했다고 한다.
- 훗날 로마의 전기작가인 수에토니우스는 티투스를 가리켜 잘생기고 교양도 있으며, 온화한 성격의 소유자로 '가장 사랑스러운 사람'이라고 묘사했다.

## 같이 보기
- 로마 황제 연대표

| 전임 베스파시아누스 | 제10대 로마 황제 79년 - 81년 | 후임 도미티아누스 |